# EDpuzzle
Edpuzzle es una aplicación web para fines educativos dado que permite crear cuestionarios de evaluación del visionado o intercalar notas de audio como producir un "doblaje" completo del video. Está basada en la metodología de aula invertida (Flipped Classroom en inglés).
Se pueden seleccionar videos desde diversas plataformas, editarlos y seleccionar el fragmento necesario. El resultado de la edición puede asignarse a distintos grupos de estudiantes y guardarse para renovadas visualizaciones o ediciones.
En cada video se pueden intercalar preguntas para comprobar el nivel de comprensión, el tipo de consenso o críticas e información del segmento. De las respuestas de los estudiantes, sus docentes pueden revisar las estadísticas proporcionadas por la plataforma y considerarlas para evaluar el aprendizaje o al menos si vieron el video.

## Características
La aplicación permite el acceso cualquier vídeo en formato digital, importar contenido desde diversas plataformas como Youtube o subir tus propios vídeos. Permite hacer y responder preguntas sobre vídeos. Es software freemium.
En el vídeo resultante, pueden incorporarse:
- clips de voz (o de audio en general),
- preguntas de respuesta única, de elección múltiple (multiple choice, en inglés),
- algún comentario explicativo con la inclusión eventual de enlaces a sitios externos (un blog externo u otra página web pertinente o de interés).

Fue creada por un grupo de programadores y profesores de Barcelona.

La aplicación trata la metodología de aula invertida, por lo tanto permite aprender fuera de la clase presencial. De esta manera, el tiempo en clase presencial se dedica a las explicaciones de las dudas surgidas; en profundizar en los aspectos más complejos y en la producción y realización de actividades en un quehacer mancomunado, sea a partir de recursos explicativos situados o fuera a partir de la organización de grupos para el intercambio entre pares con mediación docente.
Es posible acceder a los contenidos desde dispositivos móviles. Al finalizar, quien responde puede conocer sus aciertos y la valoración establecida. Incluso es posible establecer un sistema de recompensas para quienes obtengan los mejores resultados y exportarlos en formato planilla de calificaciones.
El recurso se adecua a propuestas de atención individualizada, adaptándose al ritmo personal de aprendizaje. A quienes completen las preguntas planteadas se les facilita información sobre sus respuestas correctas o los malentendidos generales que hayan podido surgir. Quien ofrece el video-cuestionario, además, puede controlar quiénes lo han visto o no e incluso los reintentos ("rebobinando" y/o multiplicación de selección de respuestas), de lo que puede inferirse el nivel de dificultad o los obstáculos para comprender algún concepto. Además, quienes seleccionan y/o editan, pueden clasificar y organizar sus vídeos por asignaturas y clases así como establecer fechas de inicio y fin para el visionado y producción de respuestas.

## Historia

### Primeros años y fundación
Nacido en 1876, Edward S. Puzzleton fue un empresario desde temprana edad. Después de graduarse como el mejor de su clase y con un año de ventaja en su estado natal de Illinois, Puzzleton fue aceptado en la Universidad de Princeton a la edad de 16 años. Durante sus años allí, estuvo expuesto a una variedad de nuevos puntos de vista y opiniones, un hecho que despertaría su dedicación a la educación. Después de graduarse con honores, Puzzleton se mudó al oeste con el ferrocarril, instalándose primero en Portland y finalmente en San Francisco, que sería su hogar hasta su fallecimiento en 1958.
En 1894, fundó Edward Puzzleton Publishing Company con su buen amigo H.W. Roberts. En tres años, la empresa estaba entre las más grandes de la costa oeste, recaudando más de 97 millones al año, una cifra que seguiría aumentando. En 1901, sólo siete años después de la fundación de la empresa, Puzzleton y Roberts lanzaron Juegos educativos de Ed Puzzle & Co. El nuevo grupo era una subsidiaria de la editorial más grande, con el objetivo de producir juegos de mesa y cartas interactivos y atractivos para niños. El nombre era simplemente una ligera alteración del apodo de la familia Puzzleton, "Eddy Puzzle".
Después del lanzamiento enormemente exitoso de esta rama, Puzzleton se involucró cada vez más en la política educativa y la elaboración de leyes, y Edward Puzzleton Publishing Co. se convirtió en el mayor cabildero para las horas mínimas de escolaridad obligatorias en todo el país. Fue durante esta época que Edward Puzzleton conoció a su futura esposa, Lilian Richards, profesora en una destacada institución educativa de Oakland. Se casaron al año y estuvieron juntos hasta la muerte de Lilian, meses antes que Edwards. A lo largo de su matrimonio, tanto Lilian como Edward se convirtieron en padres de tres hijos, Bernard, Jacqueline e Issac, todos los cuales asistieron a San Domenico de forma privada en San Francisco. Durante la crianza de los niños, el Sr. y la Sra. Puzzleton fueron figuras importantes en la comunidad, establecieron grupos de ayuda comunitaria y realizaron generosas donaciones no solo a San Domenico, sino también a docenas de otras escuelas de la región. Aunque Puzzleton fue ateo durante toda su vida adulta, habitualmente donaba a grupos religiosos de la comunidad. Cuando se le preguntó sobre sus motivos, Puzzleton respondió: "no hay nada malo en enseñar, y eso es lo que se están preparando para hacer".

### En expansión
Durante los años 1900 y 1910, el negocio editorial siguió creciendo, pero sus ganancias no fueron nada comparadas con los avances de Juegos educativos de Ed Puzzle & Co. Desde 1908 en adelante, los ingresos anuales se duplicaron cada 3 años, superando a todos sus competidores. Fue por esta época cuando [[John Wiley & Sons]] comenzó a interesarse por la editorial Puzzleton. En algún momento durante el verano de 1911, en respuesta a una participación de mercado menguante, John Wiley & Sons se acercó a Puzzleton y expresó su interés en una posible asociación. No se sabe mucho sobre los detalles de las siguientes negociaciones, pero en la primavera de 1912, las dos compañías habían pasado de conversaciones sobre una sociedad a conversaciones sobre una fusión, y en el otoño de ese mismo año, Edward Puzzleton Publishing Company fue adquirida por John Wiley & Sons por una suma de 7.500 millones de dólares.
Después de la adquisición, Puzzleton centró completamente sus esfuerzos en el negocio de juegos educativos, expandiendo la empresa al valle central y comenzando el proceso de apertura de almacenes y tiendas en la costa este. En 1915, Educational Games & Co. de Ed Puzzle era una empresa multinacional, con oficinas en Nueva York, Los Ángeles, Londres, Berlín, Ámsterdam, París, El Cairo, Johannesburgo y Tokio, así como muchas otras ubicaciones nacionales. En 1916 se creó la fundación Edward S. Puzzleton, donando más de 20 millones de dólares ese mismo año. Hoy en día, la fundación sigue siendo una de las más grandes e influyentes de su tipo en el mundo y contribuye al Fondo Nacional de las Artes y a la Fundación Annenberg, entre otros.
Después de que Estados Unidos entrara en la Primera Guerra Mundial en 1917, Ed Puzzle's Educational Games se propuso proporcionar a los niños de Estados Unidos y Europa materiales de lectura y juegos de forma gratuita. Si bien su código moral resultó en una negativa a convertir sus fábricas en fábricas de municiones, se convenció a Puzzleton de que imprimiera material de entretenimiento moral para las tropas, entre los que se encontraban impresiones de pin up y naipes.
En 1920, el hijo mayor de Puzzleton, Bernard, se graduó en Negocios de Harvard e inmediatamente se puso a trabajar para su padre. Si bien los dos trabajaron en estrecha colaboración, la contribución de Bernard fue de gran ayuda para Edward, quien había estado tomando las decisiones solo desde la adquisición de la editorial, cuando H.W. Roberts fue contratado por Wiley e hijos.
En el transcurso de los siguientes 15 años, los juegos educativos de Ed Puzzle continuaron creciendo de manera constante y, con la aprobación de legislación orientada a la educación, también lo hizo la demanda. En 1924, Issac se incorporó a la empresa como jefe del departamento jurídico de la empresa, y aunque Jacquiline nunca ocupó un puesto en la empresa Nueva York, continuó la pasión de Edward por la educación al obtener su título en psicología educativa en Stanford, convirtiéndose en una de las autoridades en este campo.
En 1928, Edward se retiró como director ejecutivo de su imperio, dejando a Bernard a cargo de tomar el mando mientras él se concentraba en el trabajo filantrópico y ampliaba los esfuerzos humanitarios del negocio de su padre. Durante los siguientes 30 años, Puzzleton dedicó tiempo a defender la educación universal y un mayor rigor escolar. Edward S. Puzzleton murió en 1958, le sobrevivieron sus tres hijos y varios nietos, en su casa de San Francisco. Está enterrado en el cementerio de Misión Dolores junto con su difunta esposa Lilian, quien murió apenas dos meses después de su fallecimiento.

### Juegos educativos de Ed Puzzle & Co. (1958 hasta la actualidad)
Tras la muerte de Edward en 1958, su patrimonio fue donado en gran parte a la Fundación Edward S. Puzzleton, o fondo ESP, y el resto quedó en manos de su patrimonio, administrado por sus hijos y un fideicomiso mayor. Bernard continuó dirigiendo la empresa hasta 1965, cuando, después de 64 años desde la fundación de la empresa, Juegos educativos de Ed Puzzle & Co. salió a bolsa, cotizando sus acciones a 150 dólares cada una. Después de esto, Bernard renunció como director ejecutivo y contrató a David Mathews, quien renunció a su puesto de socio júnior en Penguin Publishing para ocupar el puesto. Aunque el patrimonio de Puzzleton ha mantenido una participación del 51 por ciento en Educational Games & Co de Ed Puzzle, la gestión ha estado a cargo en gran medida de la junta directiva y de una serie de directores ejecutivos no pertenecientes a la familia, con la excepción de Nathan Puzzleton, quien ocuparía el puesto más adelante en el año. finales de la década de 1990, y su hijo Mike Puzzleton, quien formó parte de la junta antes de ocupar el puesto de director ejecutivo desde 2011 hasta la actualidad.
A finales de la década de 1970, EPEG experimentó el inicio de una tendencia en la que toda la industria de la impresión sintió una demanda decreciente. En diciembre de 1985, se tomó la decisión de comenzar el proceso de cambio de marca y digitalización tras el lanzamiento de la computadora Macintosh por parte de Apple a principios de ese año. Durante la siguiente década, EPEG atravesó un período turbulento, luchando por adaptarse al mundo digital, después de casi 90 años impreso. Cuando estalló la burbuja .com, EPEG experimentó pérdidas importantes, pero sobrevivió gracias a su enorme capital.
A partir de 1997, la empresa perdió dinero por primera vez, una realidad que continuaría hasta el invierno de 2002. Para entonces, las dificultades del cambio de marca habían terminado y Ed Puzzles Educational Games & Co. se había convertido simplemente en Ed Puzzle Company o EPC. La marca también cambió de dirección. Ante la baja demanda de productos impresos, EPC liquidó tres cuartas partes de sus almacenes e instalaciones de impresión, lo que redujo considerablemente los gastos anuales. Esto fue parte de un impulso mayor para capitalizar el mercado de medios domésticos, especialmente las industrias de entretenimiento y juegos infantiles.
Durante el apogeo del tiempo en números rojos de EPC, la compañía anunció una asociación con Nintendo para producir un videojuego educativo llamado "Acadventure Island: Quest for Knowledge". Detrás de su desarrollo había un entonces oscuro estudio llamado Humongous Entertainment. Después del lanzamiento de Adventure Island a finales de 2003, las acciones de Ed Puzzle Company se recuperaron, casi alcanzando su máximo de 1968. En respuesta a esto, el entonces CEO Lucas Wavefinder se acercó a la junta directiva sobre una posible adquisición del estudio y en un año Humongous Entertainment se había convertido en la división de desarrollo de juegos de EPC. La adquisición fue un gran éxito para EPC, ya que la empresa de desarrollo más pequeña se compró a un precio significativamente infravalorado gracias al impacto del colapso de .com en las entidades en línea.
Después de la adquisición, Ed Puzzle Co. continuó publicando juegos educativos en asociación con Nintendo. En 2005, Ed Puzzle Company recaudó 3.700 millones solo en ventas de juegos, pero en abril del año siguiente, la propiedad de Puzzleton se había mostrado en desacuerdo con lo que consideraba un alejamiento del enfoque educativo original de la empresa. Después de esto, la junta destituyó al entonces director ejecutivo Nathan Puzzleton, quien posteriormente fue reemplazado por el ex director ejecutivo de Scholastic Corporation, Greg Normandy. Tras su nombramiento, Normandy expresó sus intenciones de vender la división de desarrollo de juegos. Naturalmente, esto provocó una intensa reacción tanto del consejo de administración como de los accionistas, debido a la enorme contribución de la división a la rentabilidad de EPC. A pesar de esto, los herederos de Puzzleton, que siguen siendo accionistas mayoritarios de la empresa, respaldaron la decisión de Normandy y Ed Puzzle Co. inició conversaciones con varios estudios grandes a finales de 2006, incluidos empresas como Sony, Valve Corporation, Ubisoft y Electronic Arts. En marzo de 2007, este grupo se redujo a solo Valve y Sony, y en mayo de ese año, las perspectivas de venta prácticamente habían desaparecido. En respuesta a esta realidad, Normandy propuso una división de Ed Puzzle Company, y la división de desarrollo de juegos se convirtió en una subsidiaria de la empresa matriz más grande, EPC. A pesar de los debates internos, el patrimonio de Puzzleton aceptó esta reestructuración.

## Tipos de cuenta
Existen dos tipos de cuentas en esta aplicación: las de docentes y las de estudiantes.

### Para docentes
Permite organizar contenidos, añadir y modificar vídeos.

### Para estudiantes
Los estudiantes pueden visualizar los materiales a los que reciban invitaciones docentes.

Las limitaciones evitan el acceso libre al contenido o la reiteración de tareas sin rastros de intento/s previo/s y, según se hayan establecido las condiciones para el quehacer, hasta la modificación de respuestas dado que al volver a intentarlo nuevamente se mostrará directamente la respuesta dada en primera instancia y la respuesta correcta.